# Tuchów
Tuchów – miasto na południu Polski  w województwie małopolskim, w powiecie tarnowskim, siedziba gminy miejsko-wiejskiej Tuchów.

## Położenie
Tuchów położony jest na obszarze Pogórza Ciężkowickiego, nad rzeką Białą. Miasto leży około 100 km od Krakowa i 80 km od granicy polsko-słowackiej. Znajduje się na wysokości 220 m n.p.m.

## Historia
Miasto znane jest od początków XII w. Przywilej legata papieskiego Paschalisa II, przeprowadzającego legację w Polsce Idziego z Tuskulum z 1105 zawiera zapis o Tuchowie (Tucov) jako posiadłości benedyktynów z Tyńca. Nad rzeką Białą, na wzgórzu Lipie, na miejscu pogańskiej gontyny, za sprawą księcia, a późniejszego króla polskiego Bolesława Chrobrego przed 1015 wzniesiono kościół ku czci Matki Bożej Wniebowziętej (dokument potwierdzający istnienie owej parafii pochodzi dopiero z 1321). W związku z odkryciem (ok. 1315) i eksploatacją soli ze wzgórza położonego w rejonie obecnych ulic: Daszyńskiego, Zielonej i Stromej Soli, na prośbę opata tynieckiego Bogusława, uzyskał Tuchów prawa miejskie 2 listopada 1340 z nadania Kazimierza Wielkiego, z podniesieniem do rzędu miast łącznie z nadaniem prawa magdeburskiego i przywileju wtorkowych jarmarków. Otrzymał gród ten też herb: dwa skrzyżowane klucze z mieczem pośrodku, mitrą i literami: C.T.O.S.B., co oznacza Civitas Tuchoviensis Ordinis Sankti Benedicti (Miasto Tuchów Zakonu Świętego Benedykta). W 1494 w czasie pożaru grodu kościół spłonął wraz z całą miejską zabudową. W XV w. na przeciwległym brzegu Białej zbudowano drugi kościół, do którego sprowadzono około 1620 namalowany przez Mistrza Ołtarza z Bodzentyna obraz Matki Bożej z inicjatywy ówczesnego proboszcza tuchowskiego o. Andrzeja Gołeckiego, który polecił umieścić w jego głównym ołtarzu określony jako łaskami słynący obraz Matki Boskiej z Dzieciątkiem „Tuchowskiej” – uznany w 1642 przez komisję biskupią jako cudowny.
Tuchów był miastem w województwie sandomierskim w 1629.
Proboszcz tuchowski S. Pielsz w 1640 rozpoczął budowę murowanej świątyni, a zainicjował ją Stanisław Pieniążek – wojewoda sieradzki. Po nim prace kontynuował Jerzy Gryf–Leśniowski. Głównym fundatorem był Adam Gliński – chorąży sandomierski, który zakończył budowę świątyni. Kilkanaście lat później podczaszy bracławski Remigian Grocholski oraz Jan Szaniawski, dożywotni dzierżawca Lubaszowej i Siedlisk ufundowali dwie stojące do dziś po obu stronach nawy kaplice: św. Barbary i Antoniego. 
Wojny polsko-kozackie i spustoszenia dokonane przez Szwedów i Siedmiogrodzian w latach 1655–1657 wpłynęły na upadek Tuchowa i utrudnienia w budowie kościoła (która trwała do 1683). W 1789 w pożarze miasta kościół spłonął. Upadek miasta zaczął się w XVII w. i spowodowany był głównie najazdami wojsk obcych, pożarami, epidemiami i I rozbiorem. Kolejny kościół wybudowano w latach 1791–1794 za sprawą proboszcza tuchowskiego Odona Kontenowicza. Benedyktyni opiekowali się tutejszym sanktuarium jeszcze po kasacie zakonu przez zaborcę – cesarza Józefa I w 1787. Po śmierci ostatniego z nich w 1820 miejsce ich na dwadzieścia cztery lata zajęli jezuici.
W Tuchowie Celina Dębicka w latach 1842–1846 była uczestniczką ruchu niepodległościowego i brała udział w przygotowaniach do powstania skierowanego przeciwko zaborczym władzom austriackim. W dniach rzezi galicyjskiej 1846 w okolicznych dworach podburzeni przez zaborców chłopi dokonali krwawych napadów, np. na Floriana i Juliana Niemyskich w Karwodrzy.
Od 2 października 1893 znajduje się tu klasztor redemptorystów oraz sanktuarium maryjne z cudownym obrazem.
W dniu 6 lutego 1898 powołano Koło Towarzystwa Gimnastycznego „Sokół”; na prezesa koła wybrano doktora Kazimierza Goyskiego, a na jego zastępcę Karola Berke, właściciela majątku w niedalekiej Karwodrzy. Tuchowski „Sokół” podjął aktywną działalność kulturalno-oświatową i patriotyczno-wychowawczą.

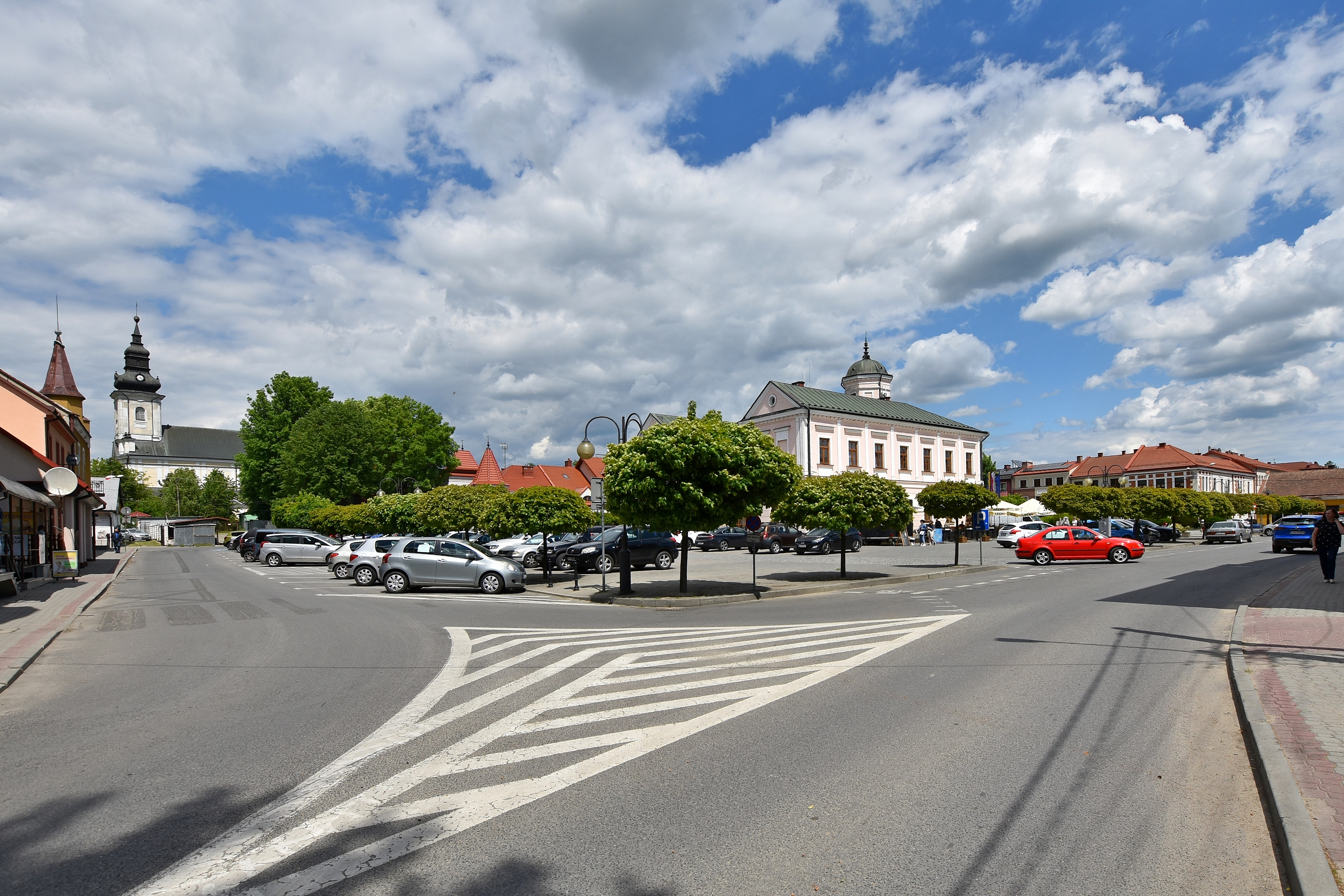
Rynek
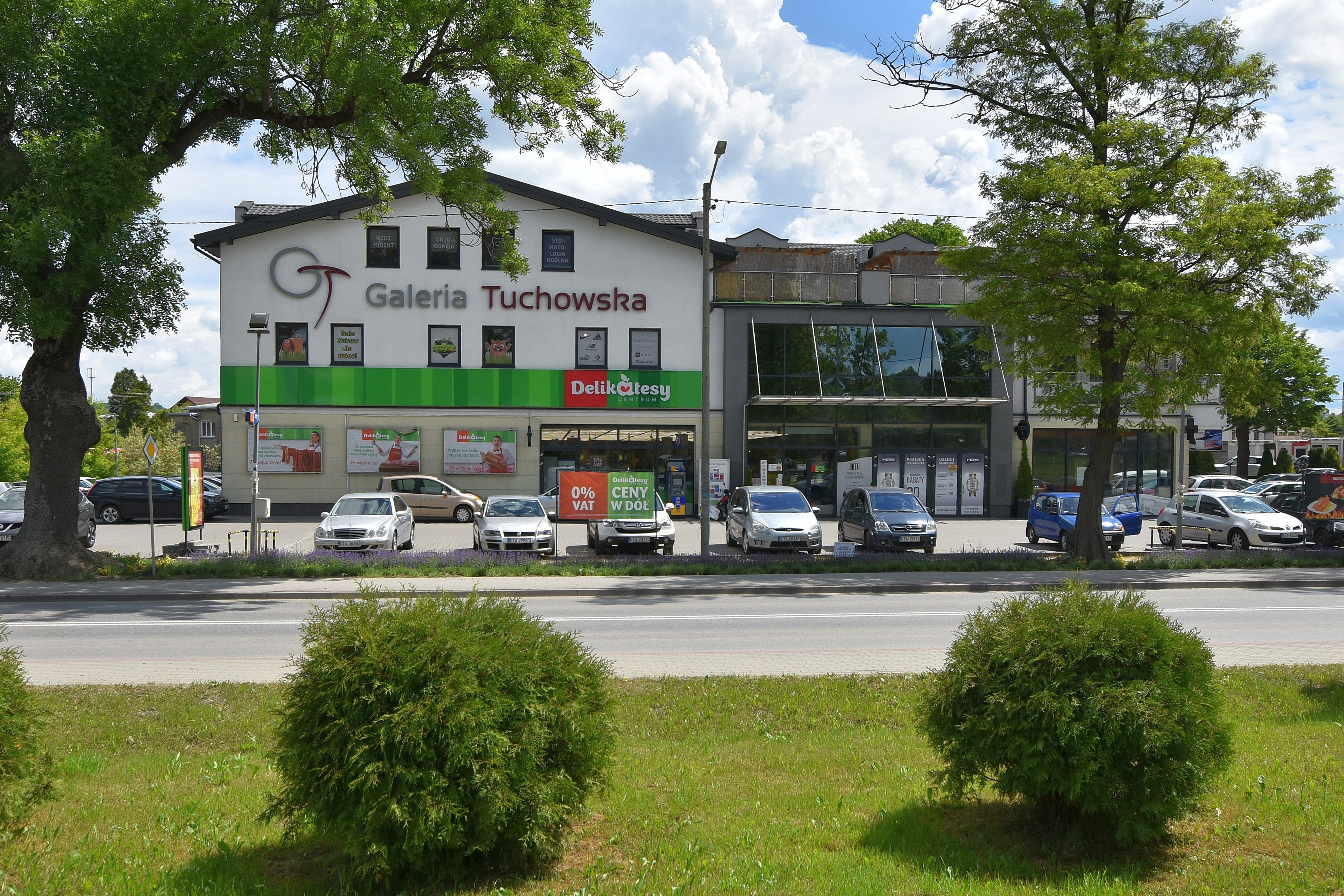
Galeria Handlowa
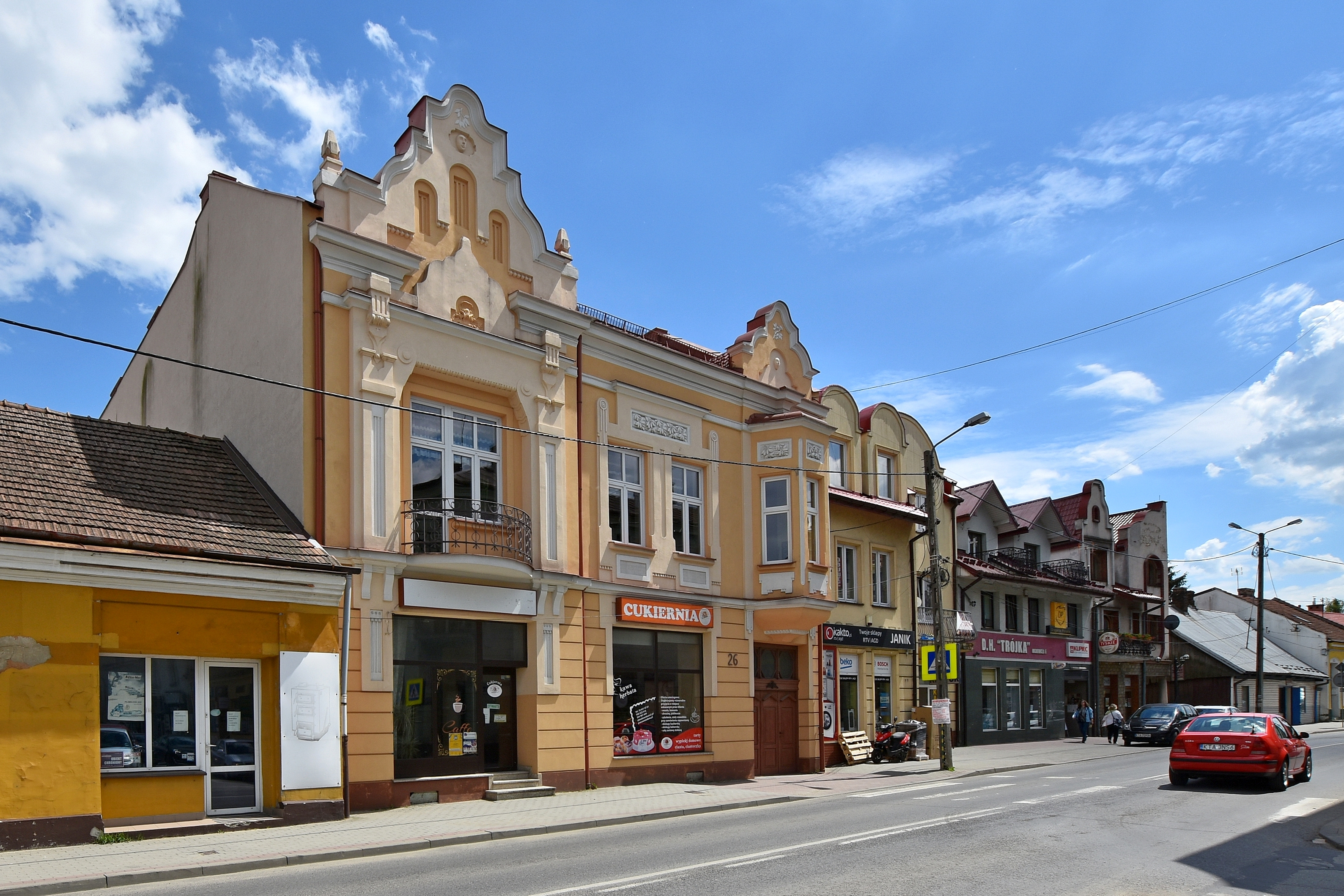
Ul. Adama Mickiewicza

W okresie I wojny światowej w okolicach Tuchowa toczono ciężkie walki. Z tego czasu pozostało kilkanaście cmentarzy w okolicy miasta, np. z 20–21 grudnia 1914 i z 3–5 maja 1915.
Rosjanie zajęli Tuchów na kilka miesięcy (od 11 listopada 1914 do 5 maja 1915). Miasto było wówczas opustoszałe, bo większość obywateli ewakuowała się, a na miejscu pozostało ich zaledwie około 500. Obowiązki burmistrza przez pół roku okupacji rosyjskiej pełnił wyznaczony przez dowódcę kozaków Wojciech Krogulski. Zapisał się on chlubnie w dziejach Tuchowa organizując pomoc dla najuboższych mieszkańców.
Pod Łowczówkiem, położonym niedaleko, w gminie Pleśna, brała udział I Brygada Legionów, którą dowodził tu generał Kazimierz Sosnkowski. W wyniku toczonych w okolicy bitew miasto poniosło wiele strat.
W czasie II wojny światowej, w latach 1940–1945, Tuchów stał się ośrodkiem AK i tajnego nauczania w ramach szkoły ogólnokształcącej. Organizatorem był prof. dr Jan Sajdak (rektor Uniwersytetu im. Adama Mickiewicza w Poznaniu), który w styczniu 1945, wspólnie z mgr. Janem Florkowskim założył Miejskie Gimnazjum i Liceum w Tuchowie, które od 1949 funkcjonowało jako Państwowa Szkoła Ogólnokształcąca stopnia licealnego.
25 maja 1996 Rada Miejska w Tuchowie na sesji inauguracyjnej „I Dni Tuchowa” przyjęła hejnał miasta skomponowany przez Tadeusza Goliszewskiego.  W latach 1975–1998 miasto administracyjnie należało do województwa tarnowskiego.
W Tuchowie znajduje się zakład produkcji znaków drogowych „Wimed”; przemysł drobny, głównie spożywczy (wyrób wędlin z przedwojennymi tradycjami).
Miasto za sprawą redemptorystów stało się najsłynniejszym miejscem pielgrzymkowym diecezji tarnowskiej. Co roku podczas trwającego od 1 do 9 lipca Wielkiego Odpustu do Tuchowa przybywa ok. 100 000 wiernych.
4 czerwca 2010 – Ogromna fala na rzece Białej spowodowana intensywnymi opadami zalała dużą część gminy i miasta. W Tuchowie pod wodą znalazły się zabudowania położone przy ulicach: Daszyńskiego, Zielonej, Kąpielowej, Podwale, Krótkiej, Długiej, Ryglickiej, Piotrowskiego, Polnej, Kolejowej, Drelicharza, Stawarza, Młyńca. W nocy woda przepłynęła ulicą Chopina i Wróblewskiego zalewając sklep sieci Delikatesy Centrum. Uszkodzona była ul. Graniczna, Leśna (osuwisko). W nocy na skutek podmycia torów wykoleił się skład techniczny, którym jechało 6 osób. Zalana została oczyszczalnia ścieków w Tuchowie oraz ujęcie wody w Lubaszowej.

## Demografia

### Liczba ludności
- 1900 - 2 495
- 1910 - 2 667
- 1925 - 2 443
- 1933 - 2 750
- 1939 - 2 986
- 1946 - 3 737
- 1950 - 3 449
- 1960 - 3 923
- 1970 - 4 722
- 1978 - 5 151
- 1988 - 5 892  [7]
- 1995 - 6 125
- 1996 - 6 218
- 1997 - 6 256
- 1998 - 6 252
- 1999 - 6 406
- 2000 - 6 347
- 2001 - 6 388
- 2002 - 6 438
- 2003 - 6 406
- 2004 - 6 476
- 2005 - 6 484
- 2006 - 6 520
- 2007 - 6 545
- 2008 - 6 528
- 2009 - 6 603
- 2010 - 6 607
- 2011 - 6 687
- 2012 - 6 729
- 2013 - 6 720
- 2014 - 6 724
- 2015 - 6 709
- 2016 - 6 678
- 2017 - 6 693
- 2018 - 6 671
- 2019 - 6 594
- 2020 - 6 510
- 2021 - 6 438  [8]

### Piramida wieku mieszkańców
Dane z 2014 roku.

## Zabytki
Obiekty wpisane do rejestru zabytków nieruchomych województwa małopolskiego.
- Układ urbanistyczny;
- kościół św. Jakuba, otoczenie;
- kościół klasztorny redemptorystów pw. Nawiedzenia NMP, otoczenie, starodrzew;
- klasztor OO Redemptorystów, wieża przy kościele;
- kaplica grobowa rodziny Zamoyskich – Rozwadowskich;
- cmentarz wojenny nr 158 z okresu I wojny światowej;
- cmentarz wojenny nr 160 z okresu I wojny światowej;
- cmentarz wojenny nr 163 z okresu I wojny światowej;
- cmentarz wojenny nr 164;
- cmentarz wojenny nr 161;
- ratusz;
- budynek Towarzystwa Gimnastycznego „Sokół”;
- budynek mieszkalny, ul. Jana III Sobieskiego 20.

Inne
- Cmentarz wojenny nr 162 – Tuchów
- Muzea redemptorystów w Tuchowie

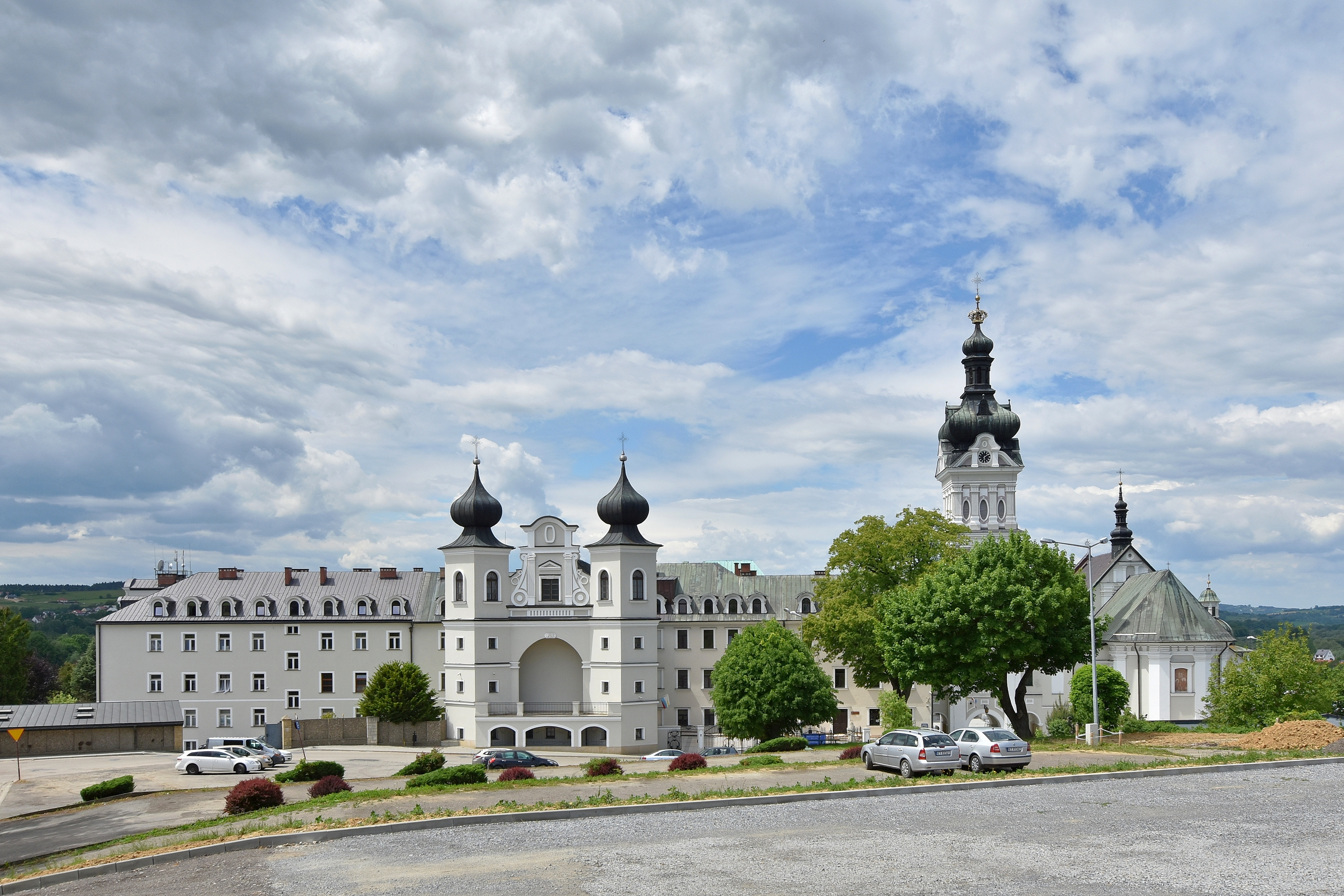
Bazylika Nawiedzenia Najświętszej Maryi Panny
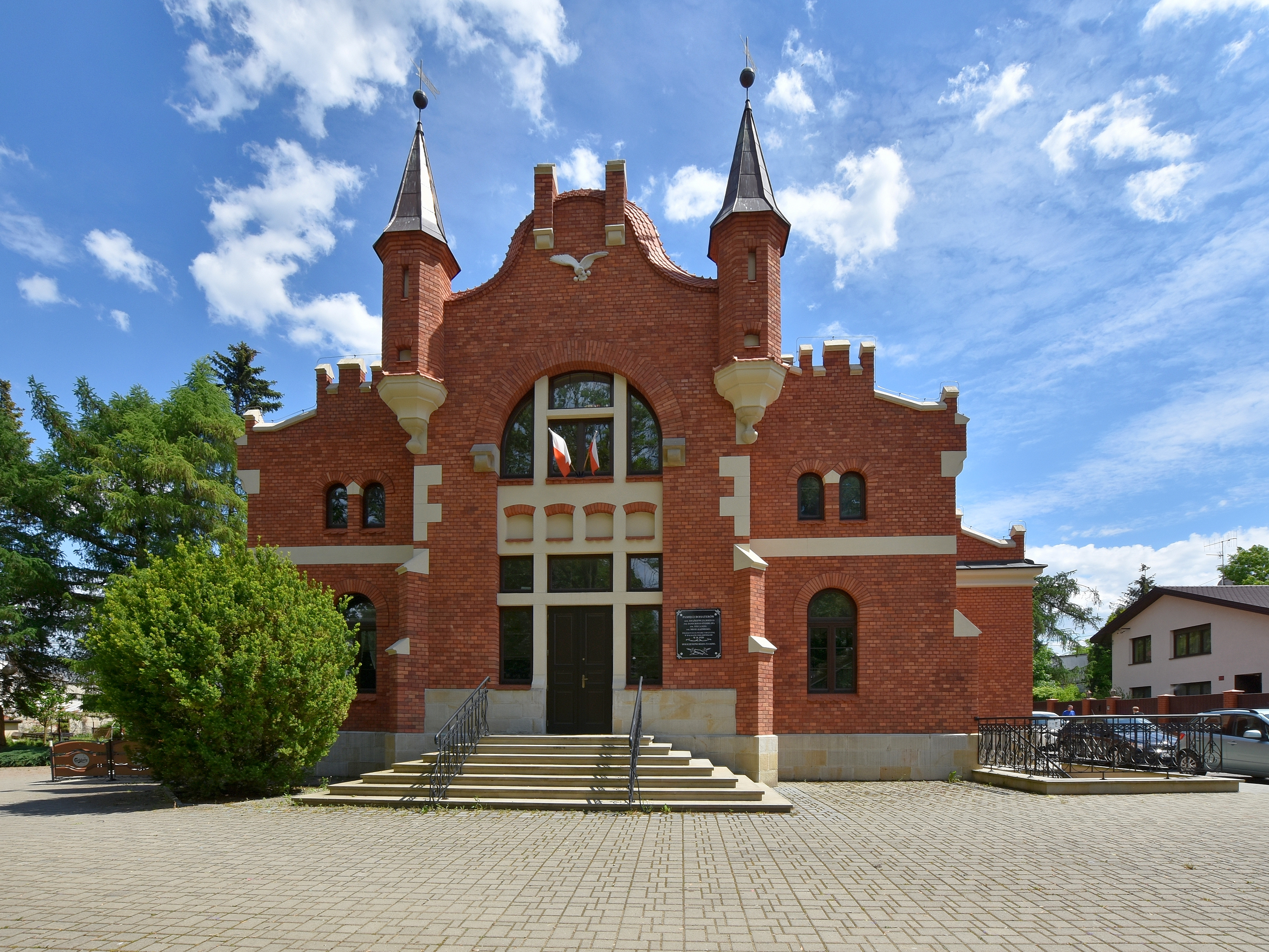
Budynek Towarzystwa Gimnastycznego „Sokół”
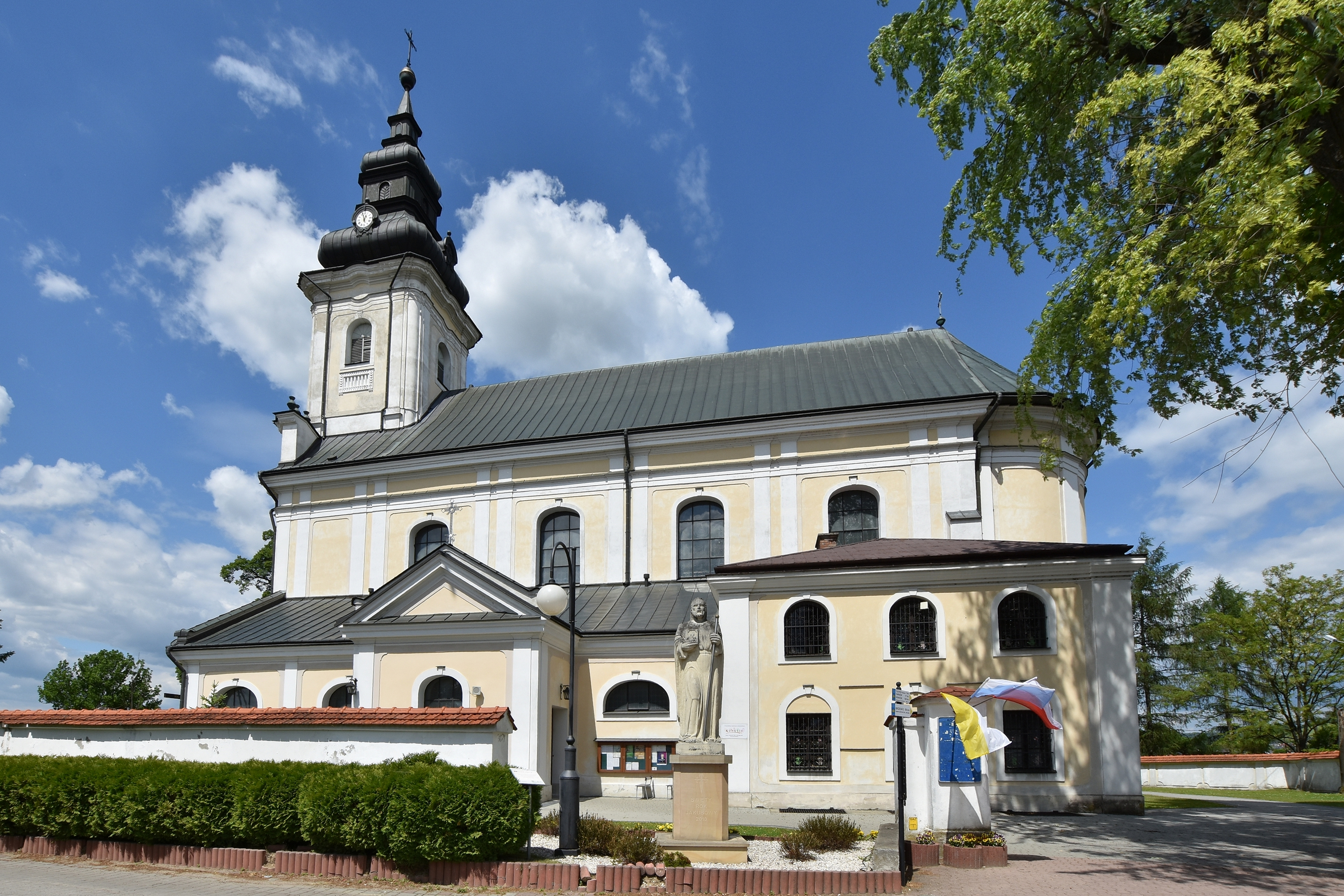
Kościół św. Jakuba

## Ochrona środowiska
Według raportu Światowej Organizacji Zdrowia w 2016 Tuchów został sklasyfikowany jako szesnaste najbardziej zanieczyszczone miasto Unii Europejskiej. 
Był to początek działań jakie podjął samorząd gminny na rzecz poprawy jakości powietrza. Od 2016 zrealizowano szereg projektów dofinansowujących wymianę niskoefektywnych kotłów na ekologiczne źródła ciepła. Gmina Tuchów zrealizowała i jest w trakcie realizacji projektów dotyczących montażu instalacji OZE (fotowoltaika i kolektory słoneczne) na budynkach prywatnych oraz użyteczności publicznej, a także realizuje pilotażowy rządowy program STOP SMOG, który ma na celu termomodernizację, wymianę i likwidację źródeł ciepła w budynkach jednorodzinnych najuboższych mieszkańców gminy. Gmina Tuchów zaangażowała się w realizację projektu LIFE - Małopolska w zdrowej atmosferze, zatrudniając ekodoradcę, którego zadaniem jest podnoszenie poziomu wiedzy i świadomości mieszkańców w zakresie ochrony powietrza. Podjęte przez samorząd działania sukcesywnie przyczyniają się do poprawy jakości powietrza w gminie Tuchów, co potwierdzają wyniki pomiaru jakości powietrza Wojewódzkiego Inspektoratu Ochrony Środowiska.
Informacja Światowej Organizacji Zdrowia z 2016 dała impuls do działania grupie mieszkańców, którzy stowarzyszyli się pod nazwą „Powietrze Tuchów”. Grupa działa na rzecz przywrócenia dobrych walorów środowiskowych Tuchowa poprzez szereg działań proekologicznych, m.in. organizuje konferencje, spotkania i pokazy promujące nowoczesne systemy grzewcze, edukuje dzieci w wieku szkolnym i przedszkolnym w zakresie dbałości o środowisko naturalne, organizuje akcje sadzenia drzew. Członkowie stowarzyszenia z własnych środków zakupili czujniki jakości powietrza i rozmieścili je w różnych miejscach w gminie, tworząc sieć monitorującą poziom zanieczyszczenia. Wyniki pomiarów można na bieżąco śledzić na stronie internetowej stowarzyszenia, a także w aplikacji mobilnej. Staraniem organizacji Powietrze Tuchów placówki oświatowe w gminie zostały wyposażone w oczyszczacze powietrza, aby zmniejszyć poziom zanieczyszczenia w pomieszczeniach, w których przebywają dzieci.

## Edukacja
- Wyższe Seminarium Duchowne Ojców Redemptorystów
- Liceum Ogólnokształcące im. Mikołaja Kopernika
- Centrum Kształcenia Zawodowego i Ustawicznego im. Bohaterów Bitwy pod Łowczówkiem
- Informatyczne Centrum Edukacyjne
- Przedszkole Publiczne
- Niepubliczne Przedszkole Świętego Józefa
- Społeczne Ognisko Muzyczne
- Szkoła Podstawowa im. Stanisława Staszica
- Szkoła Muzyczna I stopnia w Tuchowie

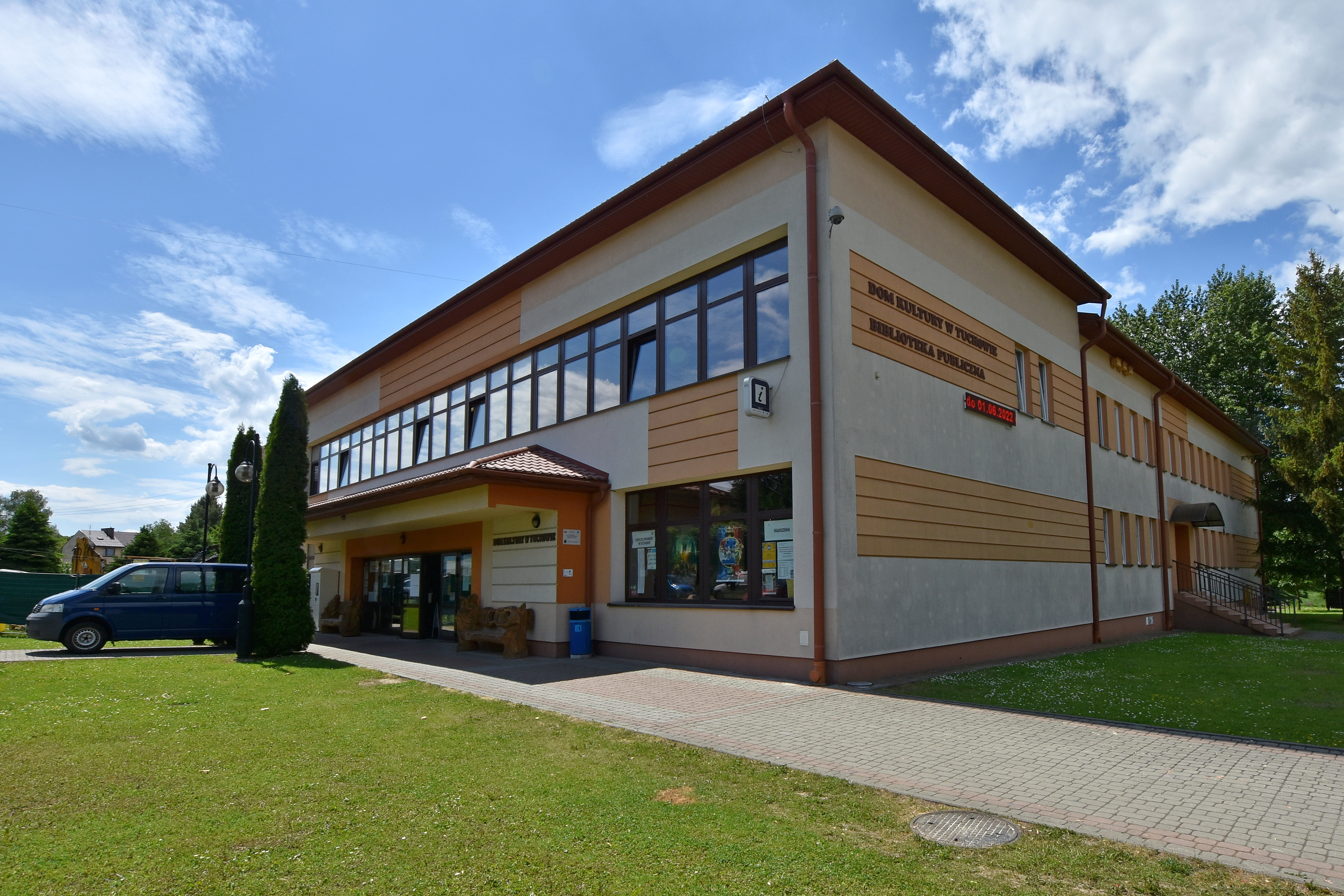
Dom Kultury
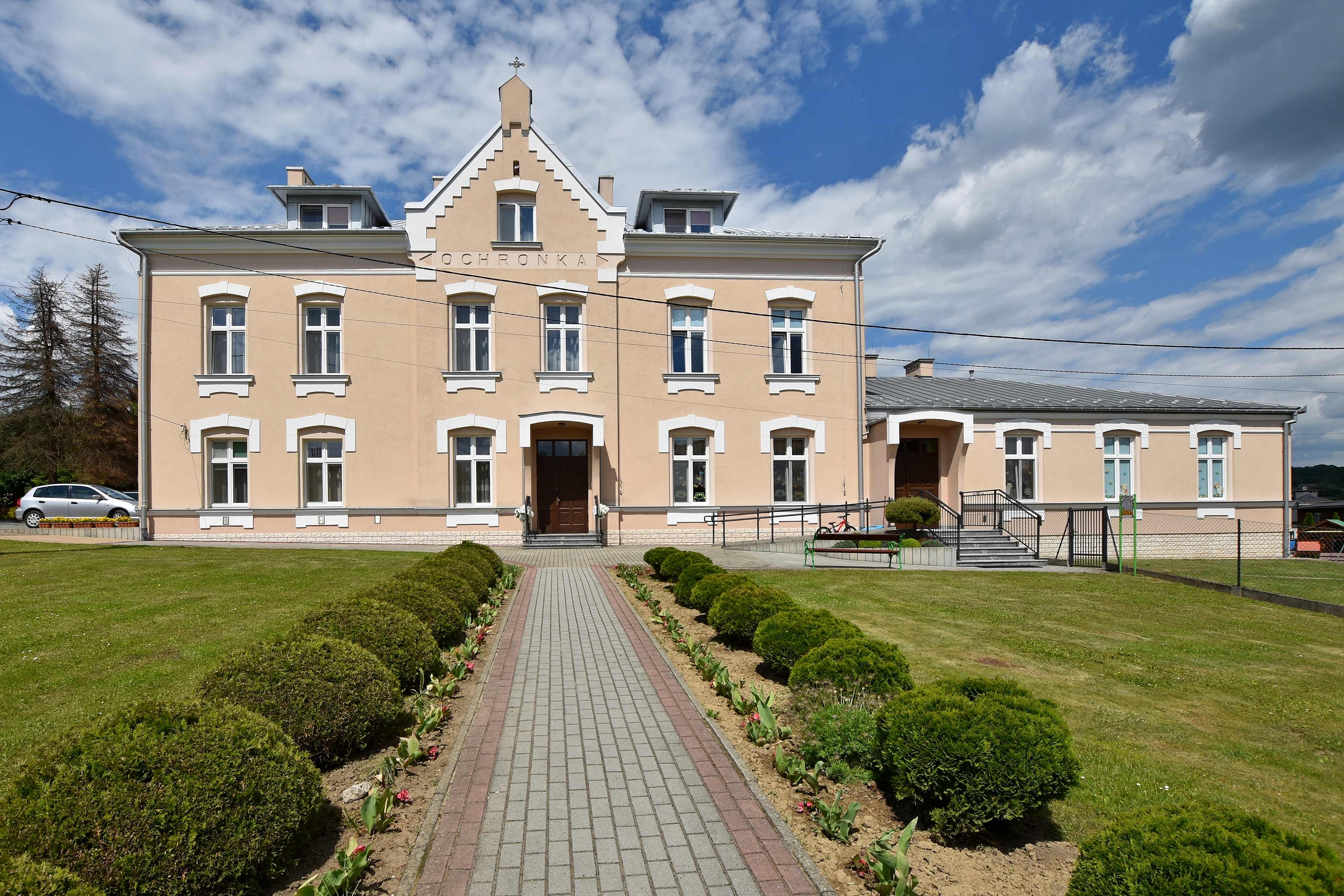
Przedszkole
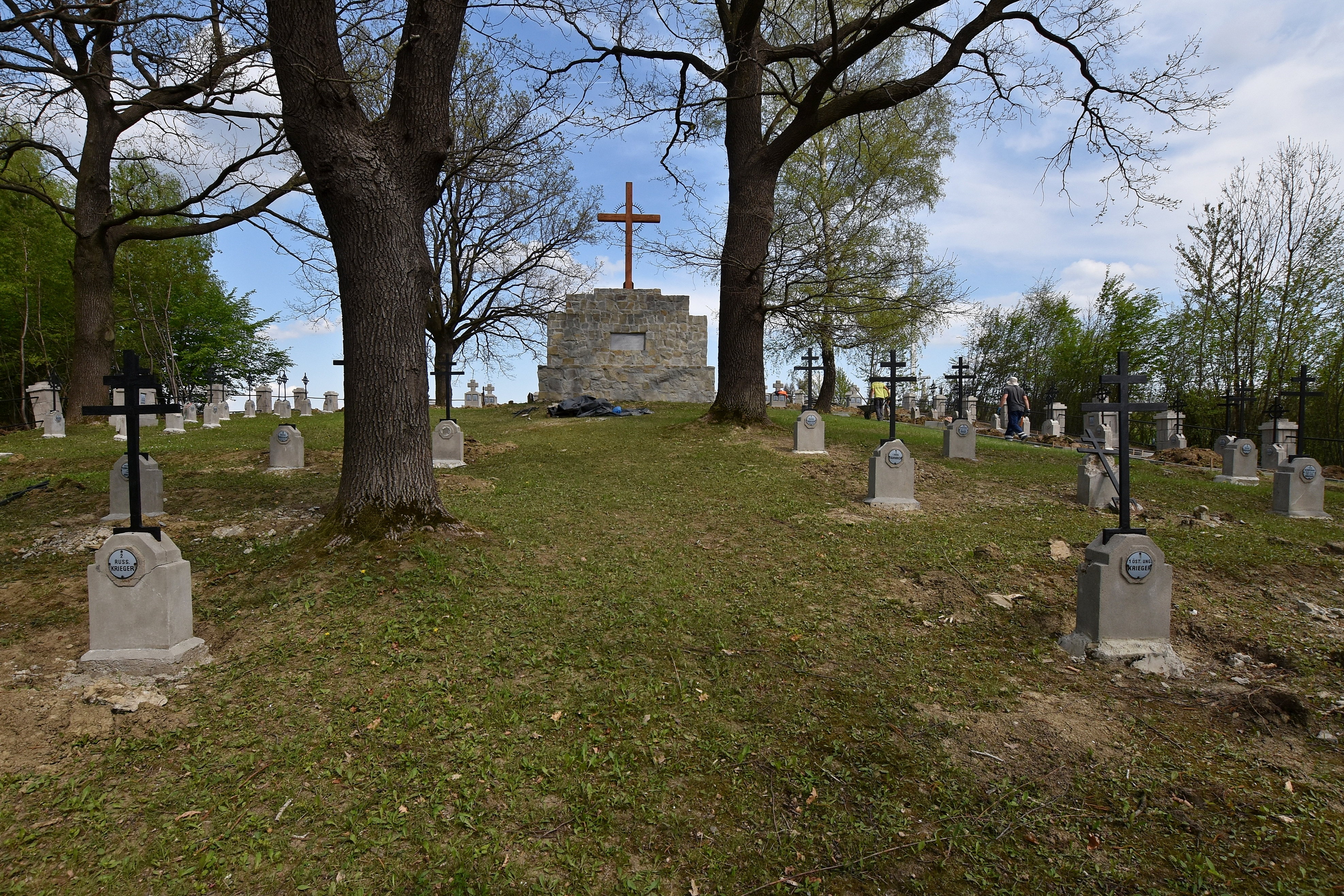
Cmentarz wojenny nr 163

## Media
Miasto posiada własne gazety. Jest to miesięcznik: „Kurier Tuchowski”, a także czasopismo: „Tuchowskie Wieści”. W Tuchowie mieści się także studio Radia Maryja i TV Trwam przy klasztorze redemptorystów. Za pośrednictwem Radia Maryja w każdą niedzielę o 17:30 emitowane są nieszpory z Sanktuarium Nawiedzenia Najświętszej Maryi Panny. Rozgłośnia transmituje także wybrane punkty z Wielkiego Odpustu Tuchowskiego, który każdego roku odbywa się w dniach od 2 do 9 lipca. Co jakiś czas relacje z różnego rodzaju mszy i nabożeństw z Tuchowa przeprowadza także TV Trwam.

## Wspólnoty wyznaniowe
- Kościół rzymskokatolicki:
  - parafia Nawiedzenia NMP i św. Stanisława Biskupa i Męczennika (Bazylika Nawiedzenia Najświętszej Maryi Panny) wraz z klasztorem i Wyższym Seminarium Duchownym Redemptorystów oraz cmentarzem przy bazylice i z cmentarzem wojennym nr 163 na wzgórzu Furmaniec
  - parafia św. Jakuba (kościół św. Jakuba, cmentarz przy kościele św. Jakuba)
  - klasztor sióstr służebniczek wraz z ochronką dla dzieci
  - klasztor sióstr józefitek, które prowadzą też przedszkole i hospicjum dla ludzi starszych i chorych
  - dróżki różańcowe przy sanktuarium ojców redemptorystów
  - Bractwo Kapłańskie Świętego Piusa X (lefebryści) z własną kaplicą pw. Najświętszego Serca Pana Jezusa
- Świadkowie Jehowy:
  - zbór Tuchów (Sala Królestwa Rzepiennik Marciszewski 112)[14]
- Judaizm:
  - Cmentarz żydowski (zrujnowany w czasie okupacji hitlerowskiej)

## Gmina Tuchów
Gmina Tuchów składa się z 12 sołectw: Buchcice, Burzyn, Dąbrówka Tuchowska, Jodłówka Tuchowska, Karwodrza, Lubaszowa, Łowczów, Meszna Opacka, Piotrkowice, Siedliska, Trzemesna, Zabłędza.

## Współpraca międzynarodowa
Tuchów współpracuje z następującymi miastami partnerskimi:
- Baranówka
- Detva
- Illingen
- Martfű
- Mikulov
- Pettenbach
- Saint-Jean-de-Braye
- Tăuții-Măgherăuș